# Kieferngruppe (Darmstadt)
Die Kieferngruppe ist ein Naturdenkmal im Westwald bei Darmstadt-Eberstadt.

## Flora
Das Naturdenkmal besteht aus fünf (von ehemals elf) einheimischen Waldkiefern (Pinus sylvestris) im Eberstädter Westwald. Das Alter der Kiefern beträgt ca. 200 Jahre. Der Kronendurchmesser liegt zwischen 8 Meter und 13 Meter.

## Naturdenkmal
Seit 1938 ist die Kieferngruppe Naturdenkmal. Schutzgründe sind die Schönheit, die Seltenheit (auffälliger Habitus) und das Alter der Kiefern.